# F1NN5TER
F1NN5TER (* 21. April 2000 in Birmingham; bürgerlicher Vorname Jude) ist ein britischer Twitch-Streamer und Webvideoproduzent. Bekannt wurde er durch sein langjähriges Crossdressing, wonach er 2024 sein Coming-out als genderfluid hatte.

## Werdegang
F1NN5TER startete seine Internetkarriere, indem er Videospielvideos auf YouTube hochgeladen und auf Twitch gestreamt hat. Er verkleidete sich manchmal als E-Girl-Figur namens Rose und startete 2020 eine Kampagne namens „Girl Week“ (später „Girl Month“), in dem er sich einen Monat lang weiblich kleidete, wenn er bei einem Spendenstream einen bestimmten Geldbetrag (normalerweise zwischen 5.000 und 30.000 US-Dollar) erhielte.

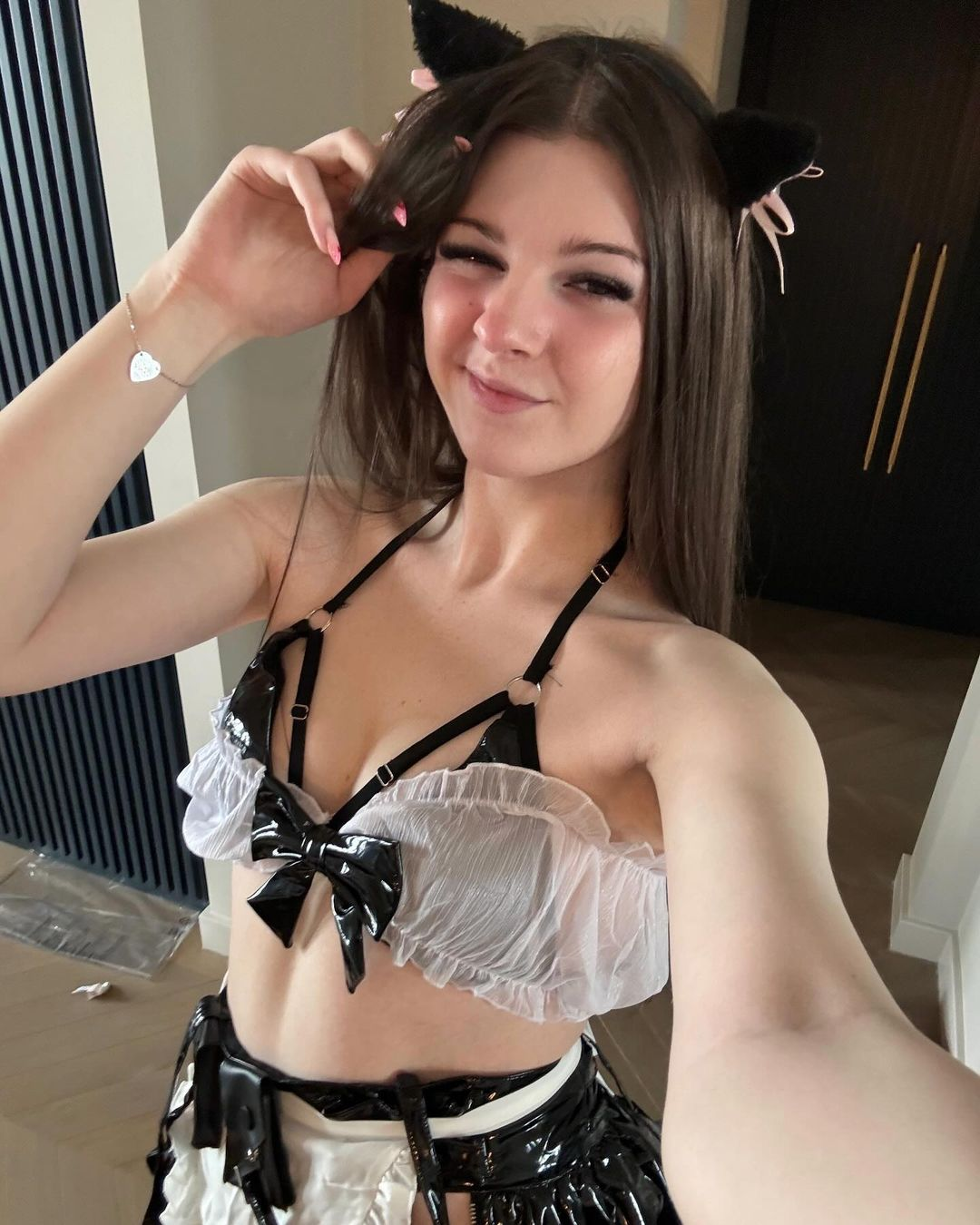
F1NN5TER im März 2024

 F1NN5TER ließ sich dafür die Haare lang wachsen und erlangte auf TikTok Popularität in Clips, in denen seine E-Girl-Ästhetik lange Wimpern und mit Schleifen verzierte Oberschenkelstrümpfe umfasste. Die „Girl Month“-Kampagne führte zu jahrelangem Crossdressing und endete offiziell im Jahr 2023, als er erklärte, dass es sich nicht mehr so anfühlt, als würde man sich „als Mädchen verkleiden“, sondern sich einfach wie er selbst kleiden.
2022 nahm er an der zweiten Staffel des Minecraft-Turniers MC Championship teil und gewann dort mit seinem Team.
Am 7. Februar 2023 wurde F1NN5TER für drei Tage von Twitch gesperrt. Während Twitch öffentlich keinen Grund nannte, erklärte F1NN5TER, dass die Plattform ihm privat mitteilte, das Verbot betreffe „längeres Berühren weiblicher Brüste“. F1NN5TER, der sich damals noch als Mann identifizierte, sagte außerdem: „Als Mann kann das Berühren deiner Brust jetzt verboten werden, je nachdem, wie weiblich Twitch dich sieht“. Laut GameRevolution werden die Bekleidungsregeln von Twitch schon lange als vage kritisiert, außerdem gibt es auf der Plattform eine Kategorie „Pools, Hot Tubs und Strände“. Issy van der Velde von TheGamer kritisierte Twitch dafür, „das Geschlecht eines Streamers für ihn zu bestimmen“, und stellte die umgekehrte Frage, ob eine maskulin wirkende Frau von der Richtlinie ausgenommen wäre, gegen die F1NN5TER angeblich verstößt. Der Fall wurde später von Charlie Ferguson in der University of Pennsylvania Law Review als Beispiel dafür angeführt, wie „Kleidung eine Botschaft über das Geschlecht vermitteln kann, unabhängig davon, ob der Träger diese Botschaft mitteilen wollte“.
In derselben Woche wurde F1NN5TER in The Mary Sue für seine Antwort auf die Kritik von PragerU an Männern, die Frauenkleidung trugen, zitiert: „Aber was ist, wenn es wirklich Spaß macht?“.
F1NN5TER gab im Dezember 2022 die Absicht bekannt, an eine Organisation zu spenden und entschied sich im Mai 2023 für GenderGP, dem einzigen privaten Anbieter von Gesundheitsversorgung für transgeschlechtliche Jugendliche im Vereinigten Königreich. Zusammen mit einem Freund und Zuschauer von ihm spendete er 50.000 US-Dollar.
Am 1. März 2024 lud F1NN5TER ein YouTube-Video mit dem Titel „Coming Out“ hoch, in dem er erklärte, dass er „für ein Meme“ mit dem Crossdressing begonnen habe, dass sein Crossdressing jedoch mehr transgeschlechtliche Zuschauer angezogen habe, und dass er durch sie mehr über Transgeschlechtlichkeit erfahren habe. Er erklärte, dass er sich einer Hormonersatztherapie unterzogen habe und sich selbst als genderfluid betrachtet. F1NN5TER erklärte außerdem, dass er bisexuell sei und beendete das Video mit kurzen Gesprächen mit seinen Eltern, die ihre Unterstützung zum Ausdruck brachten.